# Ernest Brummer
Ernest Brummer (* 1891 in Sombor, Österreich-Ungarn; † 21. Februar 1964 in New York) war ein aus Ungarn stammender Kunsthändler, der in Paris und New York tätig war.
Nach dem Besuch des Gymnasiums studierte Ernest Brummer zunächst Flöte in Budapest. Er ging mit seinen Brüdern Joseph und Imre nach Paris, wo Ernest an der Sorbonne und der École du Louvre u. a. bei Salomon Reinach studierte. Er nahm an Forschungen in Ägypten und im Vorderen Orient teil. 1906 eröffneten die drei Brüder eine Kunsthandlung, die Galerie Brummer. Während des Ersten Weltkrieges diente Ernest in der französischen Armee als Offizier und Übersetzer. Seine Brüder hatten inzwischen eine Filiale der Galerie in New York eröffnet (Brummer Gallery). Ernest leitete nach dem Krieg weiter die Galerie in Paris. 1940 schloss er diese beim Einmarsch der Deutschen und ging zu seinem Bruder Joseph nach New York. Die Galerie in New York wurde 1949 geschlossen. Ernest Brummer lebte weiter in New York und betätigte sich als Kunstsammler.
1966 erwarb die Duke University über 250 Objekte aus seiner Sammlung mittelalterlicher Kunst. 1979 wurde der Rest seiner Kunstsammlung aus dem Besitz seiner Witwe Ella Baché Brummer († 1999) in Zürich versteigert.

## Veröffentlichungen
- mit Adolphe Basler: L’art précolombien. Librairie de France, Paris 1928.